# Келлі Букбергер
Келлі Букбергер (англ. Kelly Buchberger, нар. 2 грудня 1966, Лангенбург, Саскачеван) — колишній канадський хокеїст, що грав на позиції крайнього нападника. Грав за збірну команду Канади. Згодом — хокейний тренер.
Володар Кубка Стенлі. Провів понад тисячу матчів у Національній хокейній лізі. 

## Ігрова кар'єра
Хокейну кар'єру розпочав 1984 року в ЗХЛ.
1985 року був обраний на драфті НХЛ під 188-м загальним номером командою «Едмонтон Ойлерс». 
Протягом професійної клубної ігрової кар'єри, що тривала 19 років, захищав кольори команд «Едмонтон Ойлерс», «Атланта Трешерс», «Лос-Анджелес Кінгс», «Фінікс Койотс» та «Піттсбург Пінгвінс».
Загалом провів 1279 матчів у НХЛ, включаючи 97 ігор плей-оф Кубка Стенлі.
Виступав за збірну Канади.

## Тренерська робота
2007 року розпочав тренерську роботу. Працював з командами «Едмонтон Руад Руннерс» та «Спрінгфілд Фелконс» (обидва АХЛ).

## Нагороди та досягнення
- Володар Кубка Стенлі в складі «Едмонтон Ойлерс» — 1986—87, 1989—90.
- Чемпіон світу 1994 у складі збірної Канади.
- Срібний призер чемпіонату світу 1996 у складі збірної Канади.

## Статистика
| Сезон        | Клуб                    | Ліга         | Регулярний сезон | Регулярний сезон | Регулярний сезон | Регулярний сезон | Регулярний сезон | Плей-оф | Плей-оф | Плей-оф | Плей-оф | Плей-оф |
| Сезон        | Клуб                    | Ліга         | І                | Г                | П                | О                | ШХ               | І       | Г       | П       | О       | ШХ      |
| ------------ | ----------------------- | ------------ | ---------------- | ---------------- | ---------------- | ---------------- | ---------------- | ------- | ------- | ------- | ------- | ------- |
| 1984–85      | «Мус Джо Варріорс»      | ЗХЛ          | 51               | 12               | 17               | 29               | 114              | —       | —       | —       | —       | —       |
| 1985–86      | «Мус Джо Варріорс»      | ЗХЛ          | 72               | 14               | 22               | 36               | 206              | 13      | 11      | 4       | 15      | 37      |
| 1986–87      | «Нова Шотландія Ойлерс» | АХЛ          | 70               | 12               | 20               | 32               | 257              | 5       | 0       | 1       | 1       | 23      |
| 1986–87      | «Едмонтон Ойлерс»       | НХЛ          | —                | —                | —                | —                | –                | 3       | 0       | 0       | 0       | 5       |
| 1987–88      | «Нова Шотландія Ойлерс» | АХЛ          | 49               | 21               | 23               | 44               | 206              | 2       | 0       | 0       | 0       | 11      |
| 1987–88      | «Едмонтон Ойлерс»       | НХЛ          | 19               | 1                | 0                | 1                | 81               | —       | —       | —       | —       | –       |
| 1988–89      | «Едмонтон Ойлерс»       | НХЛ          | 66               | 5                | 9                | 14               | 234              | —       | —       | —       | —       | —       |
| 1989–90      | «Едмонтон Ойлерс»       | НХЛ          | 55               | 2                | 6                | 8                | 168              | 19      | 0       | 5       | 5       | 13      |
| 1990–91      | «Едмонтон Ойлерс»       | НХЛ          | 64               | 3                | 1                | 4                | 160              | 12      | 2       | 1       | 3       | 25      |
| 1991–92      | «Едмонтон Ойлерс»       | НХЛ          | 79               | 20               | 24               | 44               | 157              | 16      | 1       | 4       | 5       | 32      |
| 1992–93      | «Едмонтон Ойлерс»       | НХЛ          | 83               | 12               | 18               | 30               | 133              | —       | —       | —       | —       | —       |
| 1993–94      | «Едмонтон Ойлерс»       | НХЛ          | 84               | 3                | 18               | 21               | 199              | —       | —       | —       | —       | –       |
| 1994–95      | «Едмонтон Ойлерс»       | НХЛ          | 48               | 7                | 17               | 24               | 82               | —       | —       | —       | —       | —       |
| 1995–96      | «Едмонтон Ойлерс»       | НХЛ          | 82               | 11               | 14               | 25               | 184              | —       | —       | —       | —       | –       |
| 1996–97      | «Едмонтон Ойлерс»       | НХЛ          | 81               | 8                | 30               | 38               | 159              | 12      | 5       | 2       | 7       | 16      |
| 1997–98      | «Едмонтон Ойлерс»       | НХЛ          | 82               | 6                | 17               | 23               | 122              | 12      | 1       | 2       | 3       | 25      |
| 1998–99      | «Едмонтон Ойлерс»       | НХЛ          | 52               | 4                | 4                | 8                | 68               | 4       | 0       | 0       | 0       | 0       |
| 1999–00      | «Атланта Трешерс»       | НХЛ          | 68               | 5                | 12               | 17               | 139              | —       | —       | —       | —       | –       |
| 1999–00      | «Лос-Анджелес Кінгс»    | НХЛ          | 13               | 2                | 1                | 3                | 13               | 4       | 0       | 0       | 0       | 4       |
| 2000–01      | «Лос-Анджелес Кінгс»    | НХЛ          | 82               | 6                | 14               | 20               | 75               | 8       | 1       | 0       | 1       | 2       |
| 2001–02      | «Лос-Анджелес Кінгс»    | НХЛ          | 74               | 6                | 7                | 13               | 105              | 7       | 0       | 0       | 0       | 7       |
| 2002–03      | «Фінікс Койотс»         | НХЛ          | 79               | 3                | 9                | 12               | 109              | —       | —       | —       | —       | –       |
| 2003–04      | «Піттсбург Пінгвінс»    | НХЛ          | 71               | 1                | 3                | 4                | 109              | —       | —       | —       | —       | —       |
| Усього в НХЛ | Усього в НХЛ            | Усього в НХЛ | 1182             | 105              | 204              | 309              | 2297             | 97      | 10      | 14      | 24      | 129     |

## Тренерська статистика
| Команда              | Сезон   | Регулярний сезон | Регулярний сезон | Регулярний сезон | Регулярний сезон | Регулярний сезон | Регулярний сезон | Регулярний сезон | Плей-оф   |
| Команда              | Сезон   | І                | В                | П                | ПОТ              | ПОБ              | О                | Результат        | Результат |
| -------------------- | ------- | ---------------- | ---------------- | ---------------- | ---------------- | ---------------- | ---------------- | ---------------- | --------- |
| «Спрінгфілд Фелконс» | 2007–08 | 80               | 35               | 35               | 5                | 5                | 80               | 5-е в АД         | не вийшли |